# یواس‌اس وای‌ام‌اس-۴۱۸
یواس‌اس وای‌ام‌اس-۴۱۸ (به انگلیسی: USS YMS-418) یک کشتی بود که طول آن ۱۳۶ فوت (۴۱ متر) بود. این کشتی در سال ۱۹۴۴ ساخته شد.